# 대한예수교장로회연합회
대한예수교장로회연합회(약칭 예장연)는 대한민국 장로교 교단들의 연합 단체이다. 120여 개 장로교 교단들이 가입돼 있는데, 대부분 군소 교단들이다.

## 2004년 11월 12일 폐기된 정통과 이단 관련 자료집
- 대한예수교장로회연합회(대표회장 정영진 목사, 사무총장 이광용 목사) 이단사이비대책위원회(이대위. 위원장 조성훈 목사)에서는 2004년 7월에 '정통과 이단 종합연구서' 란 책을 출판했다. 이 책은 김기동(성락교회), 이재록(만민중앙교회), 박윤식(평강제일교회), 류광수(다락방) 목사, 김계화(할렐루야기도원) 원장, 이요한(대한예수교침례회), 이초석(예수중심교회), 제칠일안식일예수재림교(안식교), 기쁜소식선교회(박옥수), 기독교복음침례회 또한 성경적인 기준으로 판별해본 결과 이단적 교리가 없음을 말하며, 오해소지가 있는 부분에 대해 권고 하고있다.

- 한국기독교총연합회에서는 “한국 교회가 견지해온 성경적 신앙의 입장과 판단에 위배되는 심각한 오류를 위의교회들은  갖고 있다”는데 의견을 같이 했다.[2] 그리고 예장연에서 탈퇴하지 않은 교단은 회원권을 박탈하는 등의 조치를 취했다.[3]

- 2004년 11월 12일 예장연 제 6회 정기총회에서 이에 대한 책임을 통감하고 책자를 폐기하기로 결의하고 한국교회앞에 사과했다. 인쇄과정에서 변조된 <정통과이단>의 내용은 예장연의 입장이 아님을 공식발표하고 더 이상 출판 및 배포할 수 없도록 조치했다.[4]

- 2007년 12월 10일 예장연에서는 국민일보에 “<정통과이단>을 더 이상 출판 및 배포할 수 없도록 조치했다”며 “일체의 사용을 금지하고 만일 이를 어기고 사용할 경우 법적책임을 묻겠다”고 공고했다. '한국교회에 알립니다’라는 공고문에서 “예장연 산하 각 신학교에서 교재로 사용할 이단종파 자료집이 절실히 요청되어 (<정통과이단>책자를)펴낸 것”이라며 “원래 의도와는 달리 이단에게 면죄부를 주는 내용으로 만들어짐에 따라 크나큰 물의를 일으켰다”고 시인했다. 이에 따라 <정통과이단>은 예장연이 이미 폐기한 것이므로 출판·복제·배포·인터넷 등 일체의 사용을 금한다고 천명했다. 예장연은 이런 조치를 취했음에도 현재까지도 이 책자가 이단들의 포교 도구로 이용되고 있고 이단면죄부로 법정에까지 증거자료로 제출되고 있는 현실이라며 “한국교회의 이단 대책에 심각한 소실을 끼치고 목회자와 성도들이 혼란을 겪은 가슴 아픈 일이 계속되고 있다”고 덧붙였다.[5]

- 2013년 현재, 대한예수교장로회연합회는 한국기독교총연합회[6]에 가입돼 있다. (한국교회연합[7], 한국기독교교회협의회[8]에는 가입돼 있지 않다.)

## 같이 보기
- CBS기독교방송
- 한국장로교총연합회
- 대한예수교장로회총회연합회
- 한국기독교총연합회